# GP van Italië MX3 2006
De Grote Prijs van Italië 2006 in de MX3-klasse motorcross werd gehouden op 23 april 2006 op het circuit van Cingoli. Het was de derde Grote Prijs van het wereldkampioenschap, en de eerste van twee Italiaanse wedstrijden op de kalender.
Winnaar van de GP werd opnieuw de Fransman Yves Demaria, net zoals in de twee vorige grote prijzen. Met een derde en eerste plaats behaalde hij één punt meer dan de Zwitser Marc Ristori, die twee keer tweede werd.

## Uitslag eerste reeks
| Plaats | Naam               | Land |
| ------ | ------------------ | ---- |
| 1      | Cristian Beggi     | ITA  |
| 2      | Marc Ristori       | SUI  |
| 3      | Yves Demaria       | FRA  |
| 4      | Enrico Oddenino    | ITA  |
| 5      | Sven Breugelmans   | BEL  |
| 6      | Alessandro Cinelli | ITA  |
| 7      | Felice Compagnone  | ITA  |
| 8      | Thomas Traversini  | ITA  |
| 9      | Daniele Bricca     | ITA  |
| 10     | Christophe Martin  | FRA  |

## Uitslag tweede reeks
| Plaats | Naam              | Land |
| ------ | ----------------- | ---- |
| 1      | Yves Demaria      | FRA  |
| 2      | Marc Ristori      | SUI  |
| 3      | Felice Compagnone | ITA  |
| 4      | Enrico Oddenino   | ITA  |
| 5      | Sven Breugelmans  | BEL  |
| 6      | Daniele Bricca    | ITA  |
| 7      | Christophe Martin | FRA  |
| 8      | Thomas Traversini | ITA  |
| 9      | Saso Kragelj      | SLO  |
| 10     | Martin Zerava     | CZE  |

## Eindstand Grote Prijs
| Plaats | Naam               | Land | Punten |
| ------ | ------------------ | ---- | ------ |
| 1      | Yves Demaria       | FRA  | 45     |
| 2      | Marc Ristori       | SUI  | 44     |
| 3      | Enrico Oddenino    | ITA  | 36     |
| 4      | Felice Compagnone  | ITA  | 34     |
| 5      | Sven Breugelmans   | BEL  | 32     |
| 6      | Cristian Beggi     | ITA  | 31     |
| 7      | Daniele Bricca     | ITA  | 27     |
| 8      | Thomas Traversini  | ITA  | 26     |
| 9      | Christophe Martin  | FRA  | 25     |
| 10     | Alessandro Cinelli | ITA  | 23     |

## Tussenstand wereldkampioenschap
| Plaats | Naam               | Land | Punten |
| ------ | ------------------ | ---- | ------ |
| 1      | Yves Demaria       | FRA  | 142    |
| 2      | Sven Breugelmans   | BEL  | 116    |
| 3      | Enrico Oddenino    | ITA  | 113    |
| 4      | Marc Ristori       | SUI  | 110    |
| 5      | Daniele Bricca     | ITA  | 92     |
| 6      | Saso Kragelj       | SLO  | 73     |
| 7      | Cristian Beggi     | ITA  | 62     |
| 8      | Nenad Sipek        | CRO  | 57     |
| 9      | Vincent Collet     | BEL  | 48     |
| 10     | Jan Zaremba        | CZE  | 46     |
| 11     | Michael Stauffer   | AUT  | 43     |
| 12     | Julien Vanni       | FRA  | 35     |
| 13     | Felice Compagnone  | ITA  | 34     |
| 14     | Bader Manneh       | ITA  | 29     |
| 15     | Fabio Ferrari      | ITA  | 28     |
| 16     | Thomas Traversini  | ITA  | 26     |
| 17     | Matteo Aperio      | ITA  | 26     |
| 18     | Christophe Martin  | FRA  | 25     |
| 19     | David Cadek        | CZE  | 24     |
| 20     | Alessandro Cinelli | ITA  | 23     |